# Eugenio Andrés Lira Rugarcía
Eugenio Andrés Lira Rugarcía, C.O. (Puebla, 24 de julho de 1965) é um clérigo católico romano mexicano e bispo da Diocese de Matamoros-Reynosa.

## Biografia
Membro da Congregação do Oratório, Eugenio Andrés Lira Rugarcía estudou filosofia e teologia no Seminário Palafoxiano de Puebla e obteve a licenciatura em filosofia pela Universidade Popular de Puebla. Foi ordenado sacerdote em 22 de fevereiro de 1991 pelo Arcebispo de Puebla, Rosendo Huesca Pacheco. Foi incardinado em fevereiro de 1998 no clero da Arquidiocese de Puebla de los Ángeles.
Posteriormente, ocupou os seguintes cargos: Professor na “Escola Livre de Direito” da Universidade Autônoma do Estado e na Universidade “La Salle Benavente”, também em Puebla; Presidente da Comissão Diocesana para as Comunicações Sociais e Porta-Voz da Arquidiocese.
O Papa Bento XVI o nomeou em 24 de fevereiro de 2011 como bispo titular de Capo della Foresta e bispo auxiliar de Puebla de los Ángeles. O arcebispo de Puebla de los Ángeles, Victor Sánchez Espinosa, lhe concedeu a consagração episcopal no dia 12 de abril seguinte, no Centro Expositor y de Convenciones de Puebla; os co-consagradores foram o Cardeal Norberto Rivera Carrera, Arcebispo do México; Christophe Pierre, Núncio Apostólico no México; Rosendo Huesca Pacheco, Arcebispo de Puebla de los Angeles, Puebla, e Carlos Aguiar Retes, Arcebispo de Tlalnepantla.
Em 2016, foi o coordenador geral da visita do Papa Francisco ao México, passando por cinco estados do país. Entre 2012-2016, na Conferência Episcopal Mexicana, ocupou o cargo de Secretário Geral.

O Papa Francisco o nomeou bispo de Matamoros em 22 de setembro de 2016. Em 22 de julho de 2024, o nome da Diocese foi alterado para Matamoros-Reynosa, e Lira foi confirmado como seu primeiro bispo.